# Грінченко Микола Володимирович
Микола Володимирович Грінченко (нар. 27 лютого 1986, Солоницівка, Дергачівський район, Харківська область, УРСР) — український футболіст, півзахисник.

## Життєпис
Футболом розпочав займатися в 6-річному віці в рідній Солоницівці. У дитячо-юнацькій футбольній лізі України виступав за харківські «Металіст» й «Арсенал».
Перший професіональний контракт підписав саме з харківським «Арсеналом», але в дорослому футболі дебютував 2004 року в футболці харківського «Арсеналу-2», який виступав у чемпіонаті Харківської області. В обласній першості зіграв 25 матчів та відзначився 6-а голами. Професіональну кар'єру розпочав у клубі «Харків-2». В основному складі «Харкова» дебютував 26 листопада 2006 року в матчі проти луганської «Зорі» (0:1). В основному виступав за дубль, де зіграв 64 матчі та забив 11 м'ячів. У сезоні 2008/09 років «Харків» посів останнє місце в Прем'єр-лізі і вилетів у Першу лігу, а Грінченка став капітаном команди. 23 червня 2010 року через фінансові негаразди та невиплату заробітної плати гравцям Федерація футболу України позбавила ФК «Харків» статусу професіонального клубу. Всі гравці отримали статус вільного агента, в тому числі й Микола Грінченко.
У 2011 році виступав за «Енергетик» з Солоницівки в чемпіонаті Харківщини (5 матчів). Восени того ж року перейшов до друголігового черкаського «Славутича». Дебютував за черкащан 3 вересня 2011 року в переможному (4:0) домашньому поєдинку 7-го туру групи А Другої ліги проти «Єдності» з Плисок. Грінченко вийшов на поле на 65-й хвилині, замінивши Олексія Шуляка. У складі «Славутича» зіграв 3 матчі в Другій лізі. У 2017—2018 роках знову захищав кольори солоницівського «Енергетика».

## Стиль гри
В ранні роки виступав у нападі, згодом переведений у півзахист.